# Список символів музичної нотації
Символи музичного запису — спеціальні позначки і знаки, які почали використовувати із 13-го століття в музичній нотації партитур. Ці символи використовуються для запису висоти звуку, темпу, метр, тривалості і артикуляції нот або уривків музики.

## Лінії
|  | Нотний стан Нотний стан (нотоносець) це основна опорна розмітка музичної нотації, на якій розміщуються символи. П'ять ліній нотного стану і чотири проміжки між ними відповідають звуковисотності нот діатонічної гами; яку саме висоту звуку задає кожна лінія і простір між ними визначає музичний ключ на початку.                                                                                                   |
|  | Додаткові лінійки або допоміжні лінії Ці лінії допомагають розширити нотний стан до нот такої висоти звуку, що виходять за його межі. Такі допоміжні лінії розміщуються вище або нижче від нотного стану, і виходять за межі нотної голівки з кожного боку. Можуть використовуватися декілька рівнів додаткових ліній (як правило не більше 5), якщо необхідно записати ноти, що знаходяться ще далі від нотного стану. |
|  | Тактова риска Вони розділяють такти. В музиці для клавішних інструментів або арф, тактові риски продовжуються і сполучають декілька нотоносців, у творах для оркестру тактові риски можуть охоплювати нотоносці окремих груп оркестрових інструментів, але перериватись між групами. |
|  | Подвійна тактова риска Інколи ставиться на стиках частин музичної форми, або розміщується перед зміною ключового знаку. |
|  | Жирна подвійна тактова риска Позначає завершення музичного уривку або цілої композиції. |
|  | Штрихована тактова риска Розділяє довгі розміри в складних музичних вимірах на коротші сегменти, для спрощення прочитання, що як правило відповідає розділенню для природного ритму. |
|  | Аколада Поєднує два або декілька нотоносців, запис на яких має виконуватись одночасно. Як правило поєднує партії окремих інструментів, що звучать у композиції (наприклад, флейту і кларнет, та ін.) або декілька вокальних партій для хору чи ансамблю, в той час як фігурна дужка сполучає нотоносці призначені для виконання на одному інструменті (наприклад, правою і лівою рукою при грі на фортепіано або арфі). |
|  | Фігурна аколада Поєднує дві або декілька нотоносців, що виконуються одночасно на одному інструменті (як правило — клавішні, арфа, бандура, або подібні, де грають обома руками). В давніх виданнях, аколади можуть дещо відрізнятися за виглядом і стилем. |

## Ключі
Музичний ключ визначає діапазон висот звуку, або теситуру, того нотного стану, на якому він позначений. Як правило музичний ключ є тим символом що розміщують першим із лівої сторони нотного стану. Додаткові ключі можуть розміщуватися в середині нотного стану, що вказує на зміну регістру для тих інструментів, що мають широкий діапазон. В ранніх записах музики, ключі можуть розміщувати для вибраної кількості ліній нотного стану.
|  | Ключ «соль» (Скрипковий ключ) Центр спіралі назначає другій лінії знизу висоту звуку, що відповідає ноті Соль першої октави. В сучасній музичній нотації скрипковий ключ зустрічається найчастіше, і використовується у більшості сучасних пісенних композиціях. Нота до першої октави, буде знаходитися на першій допоміжній лінії під нотним станом. |
|  | Ключ «до» (Альтовий і теноровий ключі) Ці ключі вказують на лінію нотного стану, що відповідає ноті До першої октави. У наведеному прикладі, центральна лінія нотного стану відповідає ноті До першої октави, і називається «альтовим ключем». Цей ключ використовується в сучасній нотації для альту. В той час як всі ключі можуть розміщуватися будь-де на нотному стані, що вказує різну теситуру, ключ До найчастіше називають «рухомим» ключем: часто можна зустріти музичні твори де він вказує на четверту лінію нотного стану, такий ключ називають «теноровим ключем». Цей ключ часто використовується у музиці, що написана для фагота, віолончелі, тромбона, і контрабаса; він заміняє басовий ключ, коли кількість додаткових лінійок над басовим нотним станом ускладнює читання нот. У докласичну епоху, ключ До також часто міг вказувати на інші лінії, як правило у вокальній музиці, але на сьогодні їх використання витіснене на користь універсальних скрипкового і басового ключів. В сучасних виданнях музичних творів з тих пір оригінальні ключі До як правило транспонуються до відповідних скрипкових (жіночі голоси), октавних скрипкових (тенорів), або басових ключів (баритони і баси). В сучасних музичних композиціях можна зустріти, що цей ключ розміщують у третьому проміжку (між третьою і четвертою лініями), в такому випадку він виконує ту саму функцію, що і октавний скрипковий ключ. Ця незвична практика призводить до можливого не розуміння, оскільки, традиційною функцією всіх ключів є помічати лінії нотного стану, а не проміжки між ними. |
|  | Ключ «фа» (Басовий ключ) У цьому ключі лінія між цятками позначає ноту Фа малої октави і називається «басовим ключем». Цей ключ зустрічається майже так само часто як і скрипковий ключ, особливо у композиціях для хору, де він позначає партії голосу басу і баритону. Нота До першої октави в даному випадку знаходитиметься на першій допоміжній лінії над нотним станом. |
|  | Нейтральний (Перкусійний ключ) Використовується для ударних інструментів, і є елементом нотації ударних інструментів. Кожна лінія нотного стану може представляти окремий ударний інструмент із набору, наприклад із барабанної установки. В прикладі наведено два різних стилі написання нейтрального ключа. |
|  | Октавний ключ Скрипковий і басовий ключ можуть також мати номери октав. Позначення цифрою вісім чи п'ятнадцять над ключем робить вказаний діапазон висоти звуків вищим на одну чи дві октави відповідно. Аналогічно, позначення вісімки або п'ятнадцяти під ключем понижає діапазон звуків на одну або дві октави відповідно. Найчастіше використовують скрипковий ключ із вісімкою знизу, і як правило це використовують для гітар і аналогічних інструментів, а також для партії тенорів у хорових композиціях. Іноді зрушення на одну октаву вгору позначають накресленням двох нотних ключів замість одного. |
|  | |
|  | |
|  | |
|  | |
|  | Табулатурний ключ Для струнних інструментів замість звичайних нот можна використовувати запис у формі табулатури. В такому випадку, замість ключа часто роблять напис TAB. Кількість ліній нотного стану не обов'язково дорівнюватиме п'яти: кожна лінія використовується для окремої струни інструмента (тому, для стандартних 6-струнних гітар, буде використовуватися шість ліній). Номер, вказаний на лінії вказує який лад необхідно відігравати на даній струні. Символ TAB, як і перкусійний ключ, не є ключем за своїм змістом, а скоріше є символом, що застосовується замість ключа. Аналогічно, горизонтальні лінії не виконують роль нотного стану в тому сенсі, якім він як правило є, оскільки в табулатурі простори між лініями ніколи не використовуються. |

## Ноти і паузи
Значення музичних нот і пауз точно не визначені, а визначають пропорційне співвідношення тривалості між всіх інших нот і пауз. Ціла нота є початковим виміром, а всі інші ноти названі як відповідність і співвідношення довжини звучання відносно цієї ноти; наприклад, четвертна нота дорівнює четвертій частині від довжини цілої ноти.
| Нота | Назва                            | Пауза |
| ---- | -------------------------------- | ----- |
|      | Максима / Восьмикратна ціла нота |       |
|      | Лонга / Четверта ціла нота       |       |
|      | Бревіс / Подвійна ціла нота      |       |
|      | Напівбревіс / Ціла нота          |       |
|      | Мінімум / половинна нота         |       |
|      | Четвертна нота                   |       |
|      | Восьма нота                      |       |
|      | Шістнадцята нота                 |       |
|      | Тридцять друга нота              |       |
|      | Шістдесят четверта нота          |       |
|      | Сто двадцять восьма нота         |       |
|      | Двісті п'ятдесят шоста нота      |       |

|  | Варіанти позначення бревіса |
|  | Зв'язані ноти В'язки сполучають восьмі ноти і більш короткі ноти і за своєю кількістю відповідають кількості прапорців у ноті. У метричній музиці, в'язки означають ритмічне поєднання нот. Вони можуть також поєднувати короткі фрази нот однакової довжини, незалежно від метру; це є частим у неметричних уривках. В старих записах вокальних партій, в'язки часто використовувалися лише тоді, коли декілька нот повинні були виконуватися для одного складу в тексті — мелізматичний спів.                                                                  |
|  | |
|  | |
|  | Нота із крапкою Розміщення крапки праворуч від голівки ноти подовжує тривалість цієї ноти на одну половину. Додаткові крапки подовжують попередню крапку, а не початкову ноту, таким чином нота із однією крапкою буде звучати як одна і ще половина цієї ноти, а нота з двома крапками буде звучати як одна і три чверті, а нота із трьома крапками як одна нота і сім восьмих, і так далі. Паузи можуть бути відмічені крапками так само як і ноти. Іншими словами, n крапок подовжують початкову довжину звучання d ноти або паузи до величини d × (2 − 2−n). |
|  | |
|  | |
|  | Нота привид (прихована нота) Нота із ритмічним значенням, але без певної розрізнюваної висоти звуку при програванні. Вона позначається як символ (андріївського хреста) (подібний до літери х) замість звичайної овальної голівки ноти. Композитори як правило використовують це позначення для записування ударних звуків. Зверху вниз показані: ціла, половинна, четвертна і восьма ноти. |
|  | |
|  | |
|  | |
|  | Багатотактові паузи Визначає кількість музичних розмірів у частині із музичною паузою без зміни метру для збереження місця і спрощення нотації. |
|  | Тріоль Зменшує тривалість трьох позначених нот (або пауз) так, щоб їх сумарна тривалість збіглася з тривалістю двох нот. |

## Перерви
|  | Кома Цей символ вказує виконавцю про те, що необхідно зробити вдих (або зробити невелику паузу для не духових інструментів). Ця пауза як правило не впливає на загальний темп. При грі на смичкових інструментах, цей знак вказує на те, що необхідно підняти смичок і грати наступну ноту рухом смичка у низ (або вверх, якщо так позначено). |
|  | Цезура Пауза під час якої час не рахується. |

## Знаки альтерації та ключові знаки

### Загальні знаки альтерації
Альтерація змінює висоту звучання нот, що слідують за ним на тій самі позиції нотного стану в межах розміру, доки не буде відмінений додатковими знаками альтерації.
|  | Бемоль Понижає висоту звучання ноти на один півтон. |
|  | Дієз Підвищує висоту звучання ноти на один півтон. |
|  | Бекар Відміняє дію попереднього знаку альтерації, або змінює висоту звука для бемоля чи дієза, що заданий превалюючим ключовим знаком.                             |
|  | Подвійний Бемоль Понижає висоту звучання ноти на два хроматичні півтони. Як правило використовується, якщо висота ноти вже була змінена бемолем у ключових знаках. |
|  | Подвійний Дієз Підвищує висоту звучання ноти на два хроматичні півтони. Як правило використовується, якщо висота ноти вже була змінена дієзом у ключових знаках.   |

### Ключові знаки
Ключові знаки задають превалюючу тональність музичного твору, що слідує за ним, таким чином уникаючи використання знаків альтерації для багатьох нот. Якщо ключових знаків не вказано, вважають, що тональність цього твору є До мажор/Ля мінор, але також може означати нейтральну тональність, із застосуванням індивідуальних знаків альтерації, для кожної ноти при необхідності. Наведені тут ключові знаки зображені на прикладі нотного стану для скрипки.
|  | Ключові знаки Бемоль понижають висоту звучання нот на півтону, що знаходитимуться на відповідній лінії нотного стану або на проміжку між лініями, і таким чином для всієї октави, що дозволяє визначити основну мінорну чи мажорну тональність. Різні тональності визначаються кількістю бемолів у ключових знаках, починаючи з ліва, тобто, Сі♭, і рухаючись далі праворуч; наприклад, якщо використано лише перші два бемоля, тональність буде Сі♭ мажор/Соль мінор, і всі ноти Сі і Мі будуть «пониженими».          |
|  | Ключові знаки Дієз підвищує висоту звучання нот на півтону що знаходитимуться на відповідній лінії нотного стану або на проміжку між лініями, і таким чином для всієї октави, що дозволяє визначити основну мінорну чи мажорну тональність. Різні тональності визначаються кількістю дієзів у ключових знаках, послідовність яких задана в порядку зліва на право; наприклад, якщо тільки чотири перші дієзи було використано в ключових знаках, тональність буде Мі мажор/До♯ мінор, а відповідні ноти будуть підняті. |

### Чверть тону
Не існує загальноприйнятого позначення для мікроінтервальної музики, в якій може використовуватися різний набір позначень в залежності від ситуації. Загальним позначенням для чвертьтону є написання дробу 1/4 разом із стрілочкою, що вказує вгору чи вниз. Нижче наведені інші форми нотацій:
|  | Демібемоль (півбемоль) Понижає висоту звучання ноти на одну чверть тону. (Іншою нотацією демібемоля є бемоль із діагональною рискою, що проходить через його корінь. В системах де висота звуків може бути розділена ще на менші інтервали ніж чверть тону, розділений рискою бемоль представляє нижчу за звучанням ноту ніж обернений бемоль.) |
|  | |
|  | Бемоль із половиною Понижає висоту звучання ноти на три четверті тону. Як і з демібемолем, розділений подвійний символ бемолю також використовується. |
|  | |
|  | Демідієз (півдієз) Підіймає висоту звучання ноти на одну чверть тону. |
|  | Дієз із половиною Підіймає висоту звучання ноти на три четверті тони. Іноді може задаватися із двома вертикальними і трьома діагональними смугами, замість цього позначення. |

Символ із однією вертикальною і трьома діагональними лініями позначає дієз із деякою формою нестандартного строю.
У 19-ступеневому рівномірно темперованому строї, де цілий тон поділений на три частини замість двох, музика як правило записується таким чином, що бемолі і дієзи не є енгармонічними (Таким чином До♯ представляє третину кроку нижче ніж Ре♭); і таким чином не потребує використання якоїсь додаткової нестандартної нотації.